# Kako-Sprachen
Die Kako-Sprachen sind eine Sprachgruppe innerhalb der Guthrie-Zone A der Bantusprachen. Sie wird als Zone A90 klassifiziert und enthält drei Einzelsprachen, die insgesamt von circa 174.000 Menschen in Kamerun, der Republik Kongo und der Zentralafrikanischen Republik gesprochen werden. 
Die einzelnen Sprachen sind:
- Kako, ca. 120.000 Sprecher in Kamerun, der Zentralafrikanischen Republik und der Republik Kongo
- Kwakum, ca. 10.000 Sprecher in Kamerun
- Pol, ca. 44.000 Sprecher in Kamerun und der Republik Kongo